# Стройный карликовый тиранн
Стройный карликовый тиранн (лат. Zimmerius gracilipes) — вид птиц из семейства тиранновых. Выделяют два подвида. До недавних пор Zimmerius acer считали подвидом данного вида.

## Распространение
Обитают во влажных лесах западной части Амазонии на территории Венесуэлы, Колумбии, Эквадора, Перу, Боливии и Бразилии.

## Описание
Длина тела 9—11.5 см, вес 6.6—9.5 г. Представители номинативного подвида имеют узкую беловатую надлобную полосу и короткий суперцилий, темные полоски у глаз, серые лоб и корону.

## Биология
Питаются насекомыми и мелкими фруктами, особенно принадлежащими к семейству Loranthaceae. Ищут пищу на верхнем уровне леса, что затрудняет наблюдения.

## Охранный статус
МСОП присвоил виду охранный статус LC.